# ظاهرة رينو
ظاهرة رينود هي اضطرابات وعائية تشنجية تسبب تلون الأصابع وأصابع القدمين، وأحيانا غيرها من اجزاء الجسم. هذه الحالة يمكن أيضا أن تسبب هشاشة الأظافر مع حروف طولية. سميت على اسم الطبيب الفرنسي موريس رينود (1834-1881)، ويعتقد أن هذه الظاهرة نتيجة للتقلصات الوعائية التي تسبب في انخفاض امدادات الدم إلى المناطق المعنية. الضغط النفسي والعاطفي والبرودة هي من المسببات الأساسية لهذه الظاهرة.
وتضم الظاهرة كل من مرض رينود (Raynaud's disease) (المعروف أيضا باسم «ظاهرة رينو الابتدائية»Primary Raynaud's phenomenon) حيث أن هذه الظاهرة مجهولة السبب، وأعراض رينودRaynaud's syndrome (رينود الثانوية secondary Raynaud's)}، حيث أن السبب يعود لعوامل أخرى. قياس درجة حرارة التدرجية لليدين، واحدة من الأدوات التي تستخدم للتمييز بين رينود الأولية والثانوية.
ومن الممكن لرينود الأولية أن تتطور لرينود الثانوية.
في الحالات القصوى، يمكن ان تتطور الثانوية إلى نخر (تحلل للنسيج الحى) أو الغرغرينا في رأس الأصابع.
ظاهرة رينود هو المبالغة في رد فعل حركي وعائي للانفعال العاطفي والبرودة. وبشكل أكثر تحديدا، هذه الظاهرة هي زيادة نشاط في الجهاز السمبثاوى يسبب تضيق شديد في الأوعية الدموية الطرفية، مما يؤدي إلى نقص نسبة الأكسجن في الأنسجة. الحالات المزمنة والمتكررة من ظاهرة رينود يمكن أن تنتج عنها ضمور في الجلد، النسيج تحت الجلد، والعضلات. في حالات نادرة يمكن أن تسبب تقرحات وغرغرينا ناتجة من فقر دم موضعى.

## الأعراض
الحالة يمكن أن تسبب الألم داخل الأطراف المصابة، وتلون (شحوب)، واحاسيس من البرودة و/ أو التنميل. يمكن أن يكون هذا في كثير من الأحيان محزن لأولئك الذين لم يتم تشخيصهم بعد، وأحياناً يمكن أن يكون عائق نفسي. إذا تم وضع شخص ما مصاب برينود في مناخ بارد جدا، سيكون ذلك خطراً جداً.
الأعراض تشمل عدة تغيرات لونية دورية:
1. عندما تتعرض لدرجات الحرارة الباردة، إمدادات الدم إلى أصابع اليدين أو القدمين، وفي بعض الحالات الأنف أو شحمة الأذن، تنخفض بشكل ملحوظ، ويتحول الجلد إلى شاحب أو أبيض شحوب(يسمى شحوب)، ويصبح بارد ومُخْدَر.
2. عندما يستنفذ إمداد الأكسجين، يتحول لون الجلد إلى الأزرق (يسمى زراق {إزرقاق الجلد}.
3. هذه الأحداث عرضية، وعندما يختفى الحدث العرضى أو تدفئ حرارة المنطقة المصابة، يعود تدفق الدم ولون الجلد إلى الأحمر (احمرار) وبعد ذلك للون الطبيعى، وغالبا ما يصحبها تورم ووخز.

ويلاحظ الثلاثة تغييرات اللونية في رينود الكلاسيكي. ومع ذلك، ليس جميع المرضى يتمكنوا من رؤية كل التغييرات اللونية السالفة الذكر، وخاصة في الحالات المعتدلة. ويعتقد أن هذه الأعراض هي تعود إلى فرط دم تفاهلى من المناطق المحرومة من تدفق الدم.
في الحمل، هذه العلامة تختفي عادة بسبب زيادة تدفق الدم السطح.
رينود يمكن حدوثه أيضاً في الأمهات المرضعات، مما قد يتسبب في تحويل لون الحلمات إلى الأبيض وتصبح مؤلمة للغاية. نيفيديبين وهو دواء فعال في سد قنوات الكالسيوم وموسع للأوعية يوصي به لزيادة تدفق الدم إلى الأطراف ويخفض من الألم الملحوظ في الثدي وهذا في مجموعة دراسة صغيرة للغاية.

## الانتشار (مدى حدوثه)
هذه الظاهرة هي أكثر شيوعا في النساء أكثر من الرجال، ومع دراسة فرامنغهام لقلب وُجد أن 5% من الرجال و8% من النساء يعانون من ذلك. [تحقق من المصدر]

## معدلات انتشار المرض
ومن المهم أن نميز بين  كل من داء رينود"Raynaud's disease" والمتلازمة{أعراض رينود}Raynaud's syndrome. من أجل تشخيص هذين الشكلين من رينود، قد يبدو للطبيب علامات التهاب المفاصل أو التهاب الأوعية الدموية، ويمكن إجراء عدد من الاختبارات المعملية.

### رينود الابتدائية (المرض)primary Raynaud's disease
«داء رينود» أو «رينود الابتدائية»، يتم تشخيصه إذا كانت الأعراض مجهوله السبب، أي أنها تحدث في حد ذاتها وليس بمصاحبة غيرها من الأمراض. يرجع البعض داء رينود الابتدائي بأن يكون«حساسية من البرودة». انه غالبا ما يتطور في النساء الشابات في سن المراهقة والبلوغ المبكر. ويعتقد أن رينود الابتدائى يمكن أن يكون وراثي، وإن لم يتم تحديد جينات معينة بعد.
التدخين يزيد من سوء وشدة الاعراض، وهناك عنصر هرموني أيضا. الكافيين يزيد من سوء الاعراض أيضا الذين يعانون من هذا المرض يعانون أكثر من الصداع النصفي والذبحة الصدرية من الذين لا يعانون من المرض.

### رينود الثانوية (متلازمة)Secondary Raynaud's syndrome
«متلازمة رينود»، أو «رينود الثانوية»، تحدث ثانوية إلى مجموعة واسعة من الحالات الأخرى.
يصاحب رينود الثانوية عدد من الحالات:
- اضطرابات النسيج الضام:
  - تصلب الجلد[8]
  - الذئبة الحمامية الجهازية
  - الْتِهابُ المَفْصِلِ الرُّوماتويديّ
  - متلازمة شيغرن
  - التهاب الجلد والعضل
  - التهاب العضلات
  - داءُ النَّسيجِ الضَّامِّ المُخْتَلِط
  - داء الراصة البردية
  - متلازمة إيهلَرز دانلوس Ehlers-Danlos Syndrome
- اضطرابات الأكل
  - متعلق بمرض فقدان الشهية العصبي
- اضطرابات الانسداد
  - تصلب الشرايين "التصلب العصيدي"
  - داء برجر «الالتهاب الوعائي الخثاري المسد»

Buerger's disease
- - داءُ تاكاياسو«التهاب الشرايين»

Takayasu's arteritis
- - تمدد الأوعية الدموية تحت الترقوة
  - متلازمة مخرج الصدر
- أدوية
  - حاصرات بيتا (مثبطات المستقبلات بيتا)
  - الأدوية السامة للخلايا- بخاصة المعالجة الكيميائية لا سيما بليوميسين bleomycin خاصة
  - السيكلوسبورين"ciclosporin"
  - الإرجوتامين وهو دواء لعلاج الصداع النصفي"ergotamine"
  - صالفاسالازين"sulfasalazine"
  - لقاحات الجمرة الخبيثة وعنصرها الأساسي المستضد الواقى للجمرة الخبيثة
- المهنة
  - وظائف تنطوي على الاهتزاز، وخاصة الحفر، تعاني من اهتزاز الاصبع الأبيض
  - التعرض لفينيل الكلوريد vinyl chloride، والزئبق
  - التعرض للبرد (على سبيل المثال عن طريق العمل في تعبئة الطعام المجمد)
- آخرين
  - قصور الغدة الدرقية" ضعف نشاط الغدة الدرقية"hypothyrodism
  - وجود الجلوبولينات البردية في الدم"cryoglobulinemia"
  - لاورام الخبيثة
  - ضمور في الفعل اللاإرادى السمبثاوى"reflex sympathetic dystrophy"
  - مُتَلاَزِمَةُ النَّفَقِ الرُّسُغِى"carpaltunnel syndrome"
  - نقص المغنيسيوم
  - إحمرار الأطراف المؤلم، (على العكس من رينود، وفيه تصبح الأطراف دافئه وساخنة) غالبا ما تتعايش في المرضى الذين يعانون من رينود)[9]

ومن المهم أن ندرك أن رينود يمكن أن يكون رائدا لهذه الأمراض لفترات أكثر من 20 سنة في بعض الحالات، مما يجعلها فعليا أول عرضا رئيسيا يظهر. يمكن أن يكون هذا هو الحال في متلازمة كريست "crest syndrome"، التي رينود هو جزء منها.
يمكن للمرضى مع رينود الثانوي، أن تكون الأعراض متعلقة بالأمراض الكامنة وراءها. ظاهرة رينود هي من الأعراض الأولية التي تقدم 70% من المرضى الذين يعانون من تصلب الجلد، وأمراض الجلد والمفاصل.
عندما تقتصر ظاهرة رينود ليدا واحدة أو قدم واحدة، يشار إليها باسم رينود في جانب واحد"unilateral Raynaud's". هذا هو شكل غير مألوف، وانها دائما ثانوية لأمراض الأوعية الدموية المحلية أو الإقليمية. انها تتقدم عادة في غضون عدة سنوات لتؤثر على الأطراف الأخرى، مثل تقدم أمراض الأوعية الدموية.

## الفحص
تاريخ طبى دقيق للحالة والذي كثيرا ما يكشف ما إذا كانت الحالة أبتدائية"Primary" أو ثانوية"secondary". إذا كان أخذ التاريخ أساسيا في كل حالة، يصبح الفحص مفيدا إلى حد كبير في تحديد أو استبعاد الأسباب الثانوية.
- ضغط الشريان الرقمي: يتم قياس الضغط في شرايين الأصابع قبل وبعد أن يتم تبريد اليدين. انخفاض لا يقل عن 15 مم زئبق هو علامة مميزة (التشخيص إيجابي).
- دوبلر بالموجات فوق الصوتية: لتقييم تدفق الدم.
- تعداد الدم الكامل: وهذا يمكن أن تكشف عن وجود فقر الدم السوي مما يشير إلى فقر الدم الناجم عن الأمراض المزمنة أو الفشل الكلوي.
- فحص الدم لليوريا "urea " والكرياتنين "creatinine" : هذا يمكن أن يكشف عن الفشل الكلوي.
- اختبارات وظائف الغدة الدرقية: يمكن أن يكشف قصور الغدة الدرقية.
- اختبار تحرى للاجسام المضادة الذاتية، واختبارات لعامل الروماتويدى [[سرعة ترسب الدم|وسرعة الترسيب]] والبروتين المتفاعل سي "، والتي قد تكشف عن أمراض معينة أو التهابات مسببة للمرض.
- الأوعية الدموية المغذية لإطار الاظافر: دراسة هذا يمكن أن يكون تحت المجهر.

## العلاج
خيارات العلاج تعتمد على نوع رينود الظاهر. يتم التعامل مع متلازمة رينود في المقام الأول من خلال معالجة الأسباب الكامنة، لكنه كذلك يشمل كل الخيارات لمرض رينود. علاج لرينود الأولية يركز على تجنب المثيرات.

### الرعاية العامة
- تجنب المثيرات البيئية، على سبيل المثال البرد، والاهتزاز، ويعتبر أيضا الضغط النفسى من المثيرات، على الرغم من أنه لا يمكن تجنب المصادر المختلفة من الإجهاد، فمن الممكن معرفة الطرق الصحية والأكثر فعالية للتعامل معه، مما يقلل من التوتر وآثاره المدمرة.
- الحفاظ على يديك والقدمين والرأس دافئة خاصة أصابع اليدين وأصابع القدمين والاذن والأنف، وذللك بارتداء القفازات والأحذية المعزولة، قناع تزلج؛ باستخدام تدفئة اليد والقدم، الخ.
- الإقلاع عن التدخين.
- تجنب الكافيين وغيرها من المنشطات وقابضات الاوعية التي لم توصف لك من قبل الطبيب. قراءة تسميات المنتجات؛ لم تم العثور على مادة الكافيين فقط في القهوة والشاي وحبوب البقاء مستيقظا، والعديد من المشروبات الغازية والحلوى، ولكن أيضا في بعض الصابون ومستحضرات التجميل والشامبو (shower shock caffinated bar and alpecin shampoo).
- تأكد من أن الأطباء يعرفون جميع الادوية التي تأخذها وحول جميع الادوية التي تستخدمها الغير موصوفة من قبل الطبيب، خصوصا الهرمونات والأدوية التي تنظم الهرمونات، مثل وسائل منع الحمل الهرمونية، بحيث أن هؤلاء المهنيين يمكنهم إجراء تقييم للنظام الكيميائي الخاص بك وإجراء أية تغييرات تجوز لذلك. وسائل منع الحمل التي هي منخفضة في هرمون الاستروجين هي الأفضل، وغالبا تفضل حبوب منع الحمل التي تحتوى على بروجسترون فقط للنساءالمصابين برينود.
- إذا كنت مصابا بمرض السكر، اتبع خطتك لعلاج مرض السكري.

### تدابير الطوارئ
- إذا الاصبع البيضاء (رينود) حدث بشكل غير متوقع، ومصدرا من الماء الدافئ متوفرا، يسمح بمرور مياه فاترة إلى الدافئة قليلا على ألاصابع المصابة وفي هذه الأثناء تدلك المنطقة بلطف. تستمر هذه العملية حتى تعود منطقة اللون الأبيض إلى لونها الطبيعي والصحي.
- إذا نجمت عن التعرض لبيئة باردة، وليس متوفرا الماء الدافئ، ضع الاصابع المصابة في تجويف دافئ من الجسم—حفرة الذراع، أو حتى في الفم. الحفاظ على المنطقة المصابة دافئة على الأقل حتى يعود اللون الأبيض للونه الطبيعي والصحي. الخروج من البرد في أقرب وقت ممكن.

### العلاج الدوائي
- علاج ظاهرة رينود يمكن أن تشمل الأدوية الوصفات الطبية التي توسع الأوعية الدموية، مثل مانع قنوات الكالسيوم (نيفيديبين nifedipine) أو (ديلتيازيم diltiazem ولها الآثار الجانبية المعتادة شيوعا مثل الصداع، تورد الوجه، واستسقاء الكاحل، ولكن هذه ليست عادة كافية لتتطلب وقف العلاج،[11]
- هناك بعض الأدلة على أن مضادات الأنجيوتنسين الثاني (angiotensin || receptor antagonist) (غالبا (اللوسارتان losartan)يقلل من شدة وحدة الإصابة، {2/} وربما أفضل من نيفيديبين nifidepine.
- حاصرات ألفا - 1 الأدرينالية (برازوسين prazosin) يمكن استخدامها للتحكم في انقياض الاوعية الذي يحدث مع رينود وذللك تحت إشراف مقدم الرعاية الصحية.[12]
- في دراسة نشرت في 8 نوفمبر 2005، وجد أن سيلدينافيل sildenafil (الفياجرا viagra) يحسن على حد سواء من الدورة الدموية للأوعية الدقيقة والأعراض لدى المرضى الذين يعانون من ظاهرة رينود الثانوية والذين لديهم مقاومة لعلاج توسيع الاوعيه الدموية. المؤلف ((Gotthard-Schettler-Klinik, Bad Schönborn, Germany)، ألمانيا)، بقيادة الدكتور رولاند فرايز، أعلن في هذه الدراسة، أن تدفق الدم الشعيري ضعيف يشدة، وأحيانا من الصعب اكتشافه في المرضى الذين يعانون من ظاهرة رينود. فياغرا (sildenafil) يؤدى إلى أكثر من 400% زيادة في سرعة تدفق. "[13]
- فلوكستين (fluoxetine) وهو مثبط انتقائي لامتصاص السيروتونين، وغيرها من الأدوية المضادة للاكتئاب قد تخفض من وتيرة وحدة النويات إذا كانت أساسا ناجمة عن الضغط النفسي.

### التدخل الجراحي
- في الحالات الشديدة، يمكن إجراء جراحة لقطع العصب السمبثاوى. هنا، الأعصاب التي تشير للأوعية الدموية لأطراف الأصابع وتكون السبب في تقلصها تقطه جراحيا. جراحة الاوعية الدموية الدقيقة في المناطق المتضررة هو علاج آخر ممكن. دفعات من البروستاجلاندين (prostaglandin)، على سبيل المثال بروستاسيكلين (prostacyclin)، قد يمكن استخدامها مع البتر في الحالات الشديدة للغاية.
- ظهر علاج في الآونة الأخيرة لحالات رينود الشديدة هو استخدام البوتوكس (botox). في عام 2009[14] درس 19 مريضا تتراوح أعمارهم من 15 حتي 72 سنة يعانون من ظاهرة رينود منها 16 مريضا (84 ٪) يعانون من الألم أثناء الراحة. وذكر أن 3 من 13 مريضا يشعروا بتخفيف فوري للألم، وأكثر من ثلاثة يشعروا بالحد من الألم تدريجيا خلال 1-2 أشهر. جميع المرضى (13) الذين يعانون من قرحة الاصبع المزمنة تلتئم في غضون 60 يوما. المطلوب فقط من 21% من المرضى تكرار الحقن. في عام 2007 يوجد مقال يصف تحسن مماثل في سلسلة من 11 مريضا. وشعروا جميع المرضى بارتياح من الألم.

### الأساليب البديلة والتجريبية
- ومستخرج من أوراق الجنكه بيلوبا (ginkgo biloba) (Egb 761, 80 mg) قد يقلل من وتيرة النوبات.[15]
- اثنين من المواد الهلامية المنفصلة المجتمعة على الإصبع (إلى حد ما مثل لجزء من الايبوكسي انهما لا يمكن الجمع بينهم قبل الاستعمال لأنهم سيتفاعلوا)يسببوا زيادة لتدفق الدم في الاصابع ثلاث مرات تقريبا. وتتضمن إحدى هلام 5% نترات الصوديوم والأخرى الواردة 5% حامض الاسكوربيك. ويغطى ملليلتر من هلام مساحة ~ 3 سم ². بعد بضع ثوان من الممكن محو الهلام.[16]
- بيراسيتام Piracetam (منشط للذهن) يمكن أن تكون مفيدة بوصفها علاجا طويل الأمد لاضطرابات الوعائية تشنجية.
- أرجينين Arginine، مما يزيد أكسيد النيتروز nitrous oxide يعمل كموسع وعائي.
- الحالات الخفيفة من رينود غالبا ما يتم تناولها بطريقة الارتجاع البيولوجى أو غيرها من التقنيات لمساعدة وظائف الجسمالا إرادية مثل مراقبة درجة حرارة الجلد.
- مكملات زيت الأسماك التي تحتوي على سلسلة طويلة أوميغا 3 الأحماض الدهنية long-chain omega-3 fatty acids قد يساعد في السيطرة على الأعراض من رينود الابتدائي. وهناك دراسات قليلة في الأدب الطبي للتعامل مع هذا الموضوع. ومع ذلك، في واحدة من الدراسات عام 1989 في 32 مريضا،[17] استهلاك 6,5 غراما تقريبا من سلسلة طويلة اوميجا 3 الدهنية في شكل زيت السمك تزيد من بدايه وقت ظهور الأعراض أو منعه تماما استجابة للبرد في المرضى الذين يعانون من رينود الابتدائي. الجرعات القليلة من زيت السمك تكون متاحة عادة من البائعين التجاريين وعادة لا تكن مدروسة وربما لا تكون فعالة.